# Berthold Dittmann
Berthold Dittmann (* 8. September 1970 in Stadtlohn) ist ein deutscher, parteiloser Kommunalpolitiker. Er wurde bei  der Kommunalwahl am 13. September 2020 zum ersten parteilosen Bürgermeister der Stadt Stadtlohn gewählt.
In der Zeit von 2006 bis 2018 war er SPD-Ratsmitglied und in den Jahren 2009 bis 2018 stellvertretender Bürgermeister. Er war langjährig Vorsitzender im Sport- und Kulturausschuss. Nach seinem Austritt aus der SPD gab er im Jahr 2018 alle Parteiämter ab und wurde bei der Kommunalwahl 2020 von UWG, FDP, SPD und Bündnis 90/Die Grünen unterstützt.
Berthold Dittmann war bis zu seiner Wahl zum Bürgermeister Freiberufler und Dozent im Gesundheitswesen. Er gründete in seiner Heimatstadt ein Pflege- und Wohnangebot für ältere und pflegebedürftige Menschen.